# Engie Brasil
Engie Brasil (Engie Brasil Energia S.A.), vormals Tractebel Energia S.A., ist ein brasilianisches Unternehmen mit  Sitz in Florianópolis, Bundesstaat Santa Catarina.
Es handelt sich um den größten privaten Energieerzeuger in Brasilien. Das Unternehmen beschäftigt sich mit der Erzeugung und Vermarktung von elektrischer Energie. Es entwickelt und betreibt Kraftwerke, installiert und betreibt Anlagen, die mit konventionellen Energiequellen betrieben werden wie Wasserkraftwerke, thermoelektrische und ergänzende Einheiten, kleine Wasserkraftwerke sowie Wind-, Biomasse- und Photovoltaikanlagen. Die installierte Leistung des Unternehmens, einschließlich seiner Anteile an Energieerzeugungskonsortien, beträgt 10.791 Megawatt. Die sich in Betrieb befindenden Erzeugungsanlagen des Unternehmens bestehen aus 29 Kraftwerken, davon neun Wasserkraftwerke, sieben thermoelektrische Kraftwerke (drei Kohle-, drei Biomasse- und ein Erdgaskraftwerk), drei Kleinwasserkraftwerke, neun Windparks und ein Photovoltaik-Solarkraftwerk.
Die erzeugte Energie entspricht ca. 6 % der Kapazität des Landes. Das Unternehmen generiert fast 90 % seiner installierten Kapazität im Land aus erneuerbaren Quellen und mit geringen Treibhausgasemissionen, wie Wasser-, Wind-, Solar- und Biomassekraftwerken. Das Unternehmen ist mit 68,71 % der Anteile unter der Kontrolle des französisch-belgischen Konzerns Engie,  das seine Beteiligung über ENGIE Brasil Participacoes Ltda. ausübt.
Engie Brasil Energia S.A. ist an der brasilianischen Börse BOVESPA notiert.

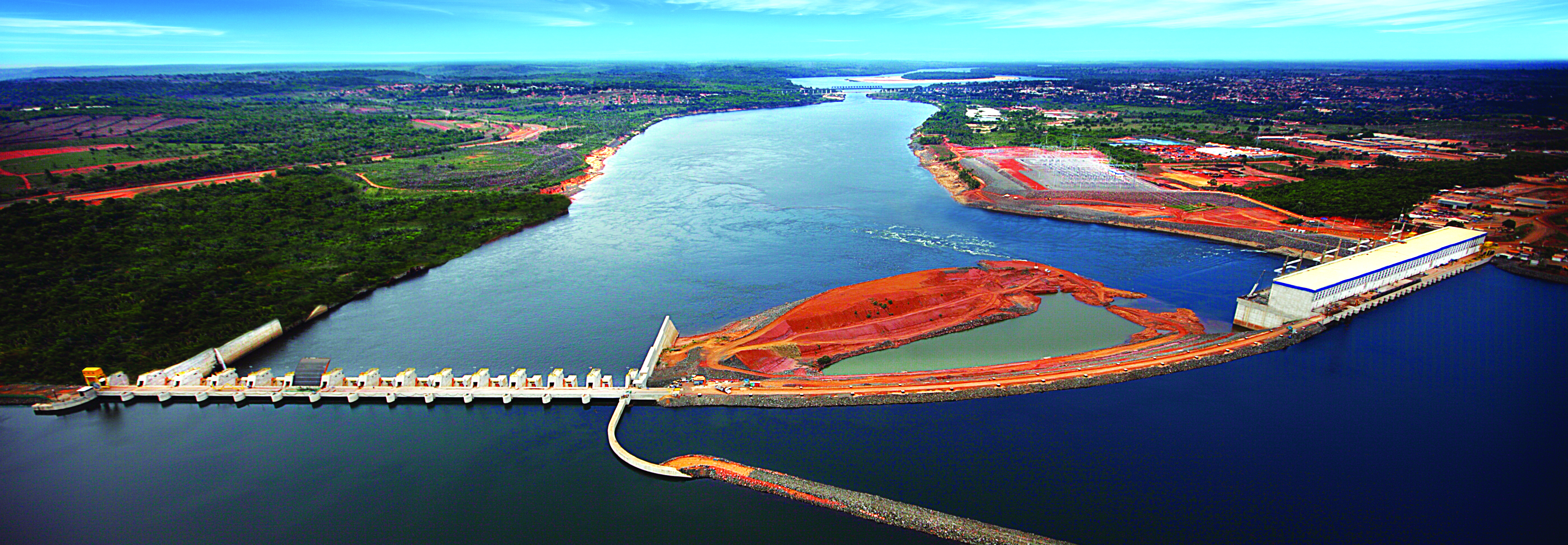
Wasserkraftwerk Estreito

Mit der Übernahme von Transportadora Associada de Gás S.A. (TAG) im Juni 2019 besitzt ENGIE Brasil nun auch das umfangreichste Erdgastransportnetz des Landes mit 4500 km Länge, das 10 brasilianische Bundesstaaten und 191 Gemeinden durchquert. Das Netz stellt 47 % der gesamten Gasinfrastruktur des Landes dar.